# فلويد روبنسون (كاتب أغاني)
فلويد روبنسون (بالإنجليزية: Floyd Robinson)‏ هو كاتب أغاني أمريكي، ولد في 10 أغسطس 1932 في ناشفيل في الولايات المتحدة، وتوفي في 28 مايو 2016 في هيندرسونفيل في الولايات المتحدة.

## وصلات خارجية
- فلويد روبنسون على موقع ميوزك برينز (الإنجليزية)
- فلويد روبنسون على موقع ديسكوغز (الإنجليزية)